# بریویت (نیومکزیکو)
بریویت (به انگلیسی: Prewitt) یک منطقهٔ مسکونی در ایالات متحده آمریکا است که در شهرستان مک‌کینلی واقع شده‌است. بریویت ۲٬۰۸۰٫۸۹ متر بالاتر از سطح دریا واقع شده‌است.